# 小西藏 (多倫多)
小西藏（英語：Little Tibet）是加拿大安大略省多伦多的一個亞裔民族飛地，位於柏杜社區。具體位置是北界皇后西街（Queen Street West）、西部和南部以嘉甸拿高速公路為界，東以大西洋街（Atlantic Avenue）為界。這個社區因為大量藏族居民及相關的企業與餐廳而聞名。而隨着藏族人口增加，社區亦從柏杜社區擴展至怡陶碧谷南部。
從1998年到2008年，有接近3,000名藏人移居多倫多，使這個城市成為了北美洲最大的藏裔加拿大人社區。按2006年加拿大人口普查的統計，整個多倫多近半的藏裔人口聚居於柏杜社區。怡陶碧谷南部的藏人來自中國、印度及尼泊爾，當地不少售賣藏族食品的商店。
小西藏的核心地區是皇后西街從Sorauren Avenue west開始至朗士華路（Roncesvalles Avenue）六個街區，當地是西藏菜餐廳和商店的集中地，他們來自印度、尼泊尔及中华人民共和国，視乎這些商店擁有人的原居地。這個區的北部的交加區（The Junction）還有多倫多類烏齊寺。再往西的泰坦路40號是雪域西藏曲德林文化中心（簡稱TCCC，有其他媒體直譯作藏加文化中心），於2007年開業。
位於占美臣路（Jameson Avenue）的柏杜書院（Parkdale Collegiate Institute）有四成的學生是藏族人，當中包括早前在選美奪冠的齊美拉莫；而且這些藏族人口還在繼續增長。
在一項研究中，多倫多記者帕特里克·凱恩（Patrick Cain）報導稱「丹增」（Tenzin）是小西藏所在的帕杜社區最受歡迎的嬰兒名字。

## 外部連結
- Little Tibet in Parkdale （页面存档备份，存于） (YouTube)